# An Kum-ae
An Kum-ae (kor. 안 금애; ur. 3 czerwca 1980) – północnokoreańska judoczka, mistrzyni i wicemistrzyni olimpijska, dwukrotna brązowa medalistka mistrzostw świata.
Startuje w kategorii do 52 kg. Jej największym osiągnięciem jest złoty medal igrzysk w Londynie i srebrny medal igrzysk w Pekinie.
Mistrzyni Igrzysk Azjatyckich 2006 w Doha.

## Osiągnięcia

### Igrzyska olimpijskie
| Igrzyska olimpijskie | Data             | Kategoria | Miejsce |
| -------------------- | ---------------- | --------- | ------- |
| Pekin 2008           | 10 sierpnia 2008 | do 52 kg  |         |
| Londyn 2012          | 29 lipca 2012    | do 52 kg  |         |

### Mistrzostwa świata
- 2005 Kair –  brąz – do 52 kg
- 2007 Rio de Janeiro –  brąz – do 52 kg